# Лёгкая атлетика на летних Олимпийских играх 2020 — прыжки в длину (мужчины)
Соревнования по прыжкам в длину у мужчин на Олимпийских играх 2020 года в Токио прошли с 31 июля и 2 августа 2020 года на Японском национальном стадионе. В соревнованиях приняли участие 32 спортсмена, прошедшие квалификационные требования по длине прыжка или по мировому рейтингу.

## История
Соревнование по прыжках в длину у мужчин на Олимпийских играх 2020 года будет проводиться в 29-й раз и станет одним из 12 видов легкой атлетики, проводимых на всех летних Олимпийских играх.

## Медалисты
| Золото                    | Серебро                    | Бронза            |
| Милтиадис Тентоглу Греция | Хуан Мигель Эчеваррия Куба | Майкел Массо Куба |

## Квалификация
Квалификационный стандарт на Олимпийские игры 2020 по прыжкам в длину у мужчин установлен 8,22 метра. Стандарт был установлен с целью включения в турнир спортсменов выполнившие на квалификационных соревнованиях установленный норматив, но которые не смогли пройти квалификацию по итогам мирового рейтинга ИААФ. Мировые рейтинги, основанные на расчете среднего из пяти лучших результатов спортсмена за квалификационный период с учетом сложности уровня соревнований. Данные условия для отбора спортсменов использоваться, пока не будет достигнуто ограничение в 32. 
Квалификационный период первоначально был установлен с 1 мая 2019 года по 29 июня 2020 года. Из-за [пандемии коронавирусной инфекции в период с 6 апреля 2020 года по 30 ноября 2020 года соревнования был приостановлены и дата окончания продлена до 29 июня 2021 года. Дата начала квалификации по итогам мирового рейтинга также была изменена с 1 мая 2019 г. на 30 июня 2020 г. Спортсмены выполнившие квалификационный стандарт в течение этого времени, были квалифицированы, а провести отбор по мировому рейтингу было не возможно из-за отсутствия легкоатлетических турниров. ИААФ изменил требование к расчету мирового рейтинга, включив соревнования как на открытом воздухе, так и в помещении, а также последний региональный чемпионат был засчитан, даже если он проведен не во время квалификационного периода. 
29 июня 2021 года 21 прыгун в длину прошел квалификацию по установленному нормативу, 9 - по рейтинговым позициям и 2 – НОК  Албания и НОК  Уругвай использовали свое универсальное место и ввели одного спортсмена, так как у них нет спортсменов, соответствующих стандарту входа на легкоатлетическое мероприятие — в прыжках в длину..

## Рекорды
Олимпийский рекорд до начала Игр:
| Мировой рекорд     | Майк Пауэлл (USA) | 8,95 м | Токио  | 30 августа 1991 |
| Олимпийский рекорд | Боб Бимон (USA)   | 8,90 м | Мехико | 18 октября 1968 |

- Олимпийский чемпион 2016 года по прыжкам в длину Джефф Хендерсон закончил карьеру спортсмена.

## Формат и календарь турнира
Соревнования 2020 года проходят по двухкруговому формату, введенному в 1952 году. Два различных раунда прыжков – квалификационный и финальный. 
Отборочный раунд турнира в Токио 2020 дает каждому участнику три прыжка для достижения квалификационного результата 8,15 метра; Отбираются минимум 12 спортсменов. Если количество выполнивших квалификацию больше, то в финал попадают все спортсмены, выполнившие квалификацию. В том случае, если количество выполнивших квалификацию меньше 12, то спортсмены отбираются в финал по лучшему результату. 
Финал каждому прыгун выполняет три прыжка; восемь лучших прыгунов получают дополнительные три прыжка в общей сложности шесть, в которых определяется победители. В финальном раунде не учитываются результаты квалификационного раунда. 
Время олимпийских объектов местное (Япония, UTC+9)
| Дата                        | Время | Раунд        |
| --------------------------- | ----- | ------------ |
| Суббота, 31 июля 2021       | 19:10 | Квалификация |
| Понедельник, 2 августа 2021 | 10:20 | Финал        |

### Квалификация
| Место | Группа | Спортсмен             | НОК               | 1    | 2    | 3    | Результат | Прим. |
| ----- | ------ | --------------------- | ----------------- | ---- | ---- | ---- | --------- | ----- |
| 1     | B      | Хуан Мигель Эчеваррия | Куба              | 8.50 | —    | —    | 8.50      | Q, SB |
| 2     | B      | Милтиадис Тентоглу    | Греция            | 8.22 | —    | —    | 8.22      | Q     |
| 3     | A      | Юки Хасиока           | Япония            | 8.17 | —    | —    | 8.17      | Q     |
| 4     | B      | Таджей Гейл           | Ямайка            | x    | 6.72 | 8.14 | 8.14      | q     |
| 5     | A      | Джувон Харрисон       | США               | 8.13 | 8.02 | —    | 8.13      | q     |
| 6     | A      | Филиппо Рандаццо      | Италия            | 8.10 | x    | —    | 8.10      | q     |
| 7     | A      | Майкель Массо         | Куба              | 8.07 | 8.00 | 7.92 | 8.07      | q     |
| 8     | B      | Тобиас Монтлер        | Швеция            | 7.82 | x    | 8.01 | 8.01      | q     |
| 9     | B      | Эусебио Касерес       | Испания           | 7.98 | 7.75 | —    | 7.98      | q     |
| 10    | B      | Хуан Чанчжоу          | Китай             | 7.75 | 7.59 | 7.96 | 7.96      | q     |
| 10    | B      | Фабиан Хайнле         | Германия          | 7.80 | 7.96 | 7.84 | 7.96      | q     |
| 10    | B      | Кристиан Пулли        | Финляндия         | 7.71 | 7.96 | x    | 7.96      | q     |
| 13    | A      | Эмилиано Ласа         | Уругвай           | 7.85 | 7.95 | 7.78 | 7.95      |       |
| 14    | A      | Хенри Фрейн           | Австралия         | 7.82 | 7.82 | 7.93 | 7.93      |       |
| 15    | A      | Стеффин Маккартер     | США               | 7.69 | 7.81 | 7.92 | 7.92      |       |
| 16    | A      | Самори Фрага          | Бразилия          | 7.88 | x    | x    | 7.88      |       |
| 17    | B      | Гао Синлун            | Китай             | x    | 7.86 | 7.86 | 7.86      |       |
| 17    | A      | Измир Смайлай         | Албания           | 7.81 | 7.86 | x    | 7.86      |       |
| 19    | B      | Маркиз Денди          | США               | x    | 7.78 | 7.85 | 7.85      |       |
| 20    | A      | Ван Цзянань           | Китай             | 7.59 | 7.81 | 7.64 | 7.81      |       |
| 21    | A      | Кэри Маклеод          | Ямайка            | x    | 7.75 | 7.36 | 7.75      |       |
| 22    | B      | Русвал Самаай         | ЮАР               | 7.70 | 7.74 | x    | 7.74      |       |
| 23    | A      | Сотаро Сирояма        | Япония            | 6.24 | 7.70 | x    | 7.70      |       |
| 24    | B      | Мурали Шришанкар      | Индия             | 7.69 | 7.51 | 7.43 | 7.69      |       |
| 24    | B      | Лестер Лескей         | Куба              | 7.69 | x    | 7.63 | 7.69      |       |
| 26    | B      | Хибики Цуха           | Япония            | 7.52 | 7.61 | 7.55 | 7.61      |       |
| 27    | A      | Владислав Мазур       | Украина           | 7.60 | 7.54 | 7.58 | 7.60      |       |
| 28    | A      | Бачана Хорава         | Грузия            | 7.41 | 7.35 | 7.17 | 7.41      |       |
| 29    | B      | Александро Мело       | Бразилия          | x    | x    | 6.95 | 6.95      |       |
| —     | A      | Огюстен Бей           | Франция           | x    | x    | x    | —         | NM    |
| —     | A      | Чесвилл Джонсон       | ЮАР               | x    | x    | x    | —         | NM    |
| —     | B      | Андвуэль Райт         | Тринидад и Тобаго | —    | —    | —    | —         | DNS   |

| - Q — выполнен квалификационный норматив - q — квалифицирована по лучшему результату среди невыполнивших квалификационный норматив - SB — лучший результат в сезоне - PB — лучший результат в карьере - OR — олимпийский рекорд | - WR — мировой рекорд - AR — рекорд континента - NR — национальный рекорд - NM — нет ни одной зачётной попытки - DNS — не стартовала |

### Финал
| Место | Спортсмен             | НОК       | 1    | 2    | 3    | 4                    | 5                    | 6                    | Результат | Прим. |
| ----- | --------------------- | --------- | ---- | ---- | ---- | -------------------- | -------------------- | -------------------- | --------- | ----- |
| 1     | Милтиадис Тентоглу    | Греция    | 8.11 | x    | x    | 8.10                 | 8.15                 | 8.41                 | 8.41      |       |
| 2     | Хуан Мигель Эчеваррия | Куба      | 8.09 | x    | 8.41 | 6.71                 | —                    | x                    | 8.41      |       |
| 3     | Майкель Массо         | Куба      | 8.21 | 8.05 | —    | —                    | —                    | —                    | 8.21      |       |
| 4     | Эусебио Касерес       | Испания   | 7.96 | 8.09 | x    | x                    | 8.12                 | 8.18                 | 8.18      | SB    |
| 5     | Джувон Харрисон       | США       | 7.57 | 7.70 | 7.96 | 7.87                 | 8.15                 | 7.49                 | 8.15      |       |
| 6     | Юки Хасиока           | Япония    | x    | 7.95 | 7.97 | x                    | 7.94                 | 8.10                 | 8.10      |       |
| 7     | Тобиас Монтлер        | Швеция    | 8.08 | 7.93 | x    | 8.05                 | x                    | x                    | 8.08      |       |
| 8     | Филиппо Рандаццо      | Италия    | x    | 7.99 | x    | x                    | 7.88                 | x                    | 7.99      |       |
| 9     | Кристиан Пулли        | Финляндия | 7.85 | 7.92 | 7.88 | не квалифицировались | не квалифицировались | не квалифицировались | 7.92      |       |
| 10    | Хуан Чанчжоу          | Китай     | x    | 7.50 | 7.72 | не квалифицировались | не квалифицировались | не квалифицировались | 7.72      |       |
| 11    | Таджей Гейл           | Ямайка    | x    | x    | 7.69 | не квалифицировались | не квалифицировались | не квалифицировались | 7.69      |       |
| 12    | Фабиан Хайнле         | Германия  | 5.18 | 7.57 | 7.62 | не квалифицировались | не квалифицировались | не квалифицировались | 7.62      |       |

Десятиборец Дамиан Уорнер из Канады в прыжках в длину установил олимпийский рекорд в декатлоне — 8,24 метра, что на 3 см лучше результата бронзового призёра в прыжках в длину кубинца Майкеля Массо.